# Scymnus frontalis
Scymnus frontalis је инсект из реда тврдокрилаца (Coleoptera) и породице бубамара (Coccinellidae).
Глава, пронотум и покрилца су црни, са две крупне туфне боје рђе на предњем делу покрилаца. Дужина овалног тела је 2–3,2mm. Постоје форме без туфни или са 4 туфне исте боје. Живи на осунчаним ливадама, у пољима и баштама, по жбуњу и храни се биљним вашима.